# You Met Your Match
Singles de Stevie Wonder
Shoo-Be-Doo-Be-Doo-Da-Day
(1967) Alfie
(1968)
You Met Your Match est une chanson interprétée par Stevie Wonder en 1968 pour son album For Once in My Life. Elle sort en single en juin 1968 et atteint la seconde position du classement Billboard R&B Singles.
Co-crédité avec Lula Mae Hardaway et Don Hunter en tant qu'auteur, Stevie Wonder est pour la première fois déclaré producteur d'une chanson.

## Contexte
Après Shoo-Be-Doo-Be-Doo-Da-Day, premier single extrait de For Once in My Life qui paraitra à la fin de l'année 1968, Stevie Wonder espère atteindre à nouveau le sommet du classement R&B. Enregistrée le 18 mai 1968, la chanson sort en single le 25 juin chez Tamla (réf. T-54168). Alors qu'il est crédité aux côtés de sa maman Lula Mae Hardaway et Don Hunter, c'est la première fois que Stevie Wonder s'aventure dans la fonction de producteur, même s'il s'agit ici d'une coproduction avec Don Hunter.
Il est accompagné en face B d'une reprise de My Girl, titre déjà présent sur son album I Was Made to Love Her sorti en 1967.
La chanson utilise le clavinet en guise d'instrument principal, faisant d'elle l'une des premières chansons à l'employer, à l'instar de Shoo-Be-Doo-Be-Doo-Da-Day et I Was Made to Love Her.

## Classements
| Classement (1967)                     | Meilleure position |
| ------------------------------------- | ------------------ |
| États-Unis (Billboard R&B Singles)    | 2                  |
| États-Unis (Billboard Hot 100)        | 35                 |
| Royaume-Uni (Official Charts Company) | 53                 |

## Accueil
Cash Box dit : "[la chanson possède] un rythme percutant et entrainant [...] et la performance vocale vous prend aux tripes". 
Billboard la qualifie de "blockbuster". 

## Reprises
Informations issues de SecondHandSongs, sauf mentions contraires.
- Ernie Watts sur The Wonder Bag (1970)
- Marc Broussard (en) sur S.O.S.: Save Our Soul (en) (2006)
- Tower of Power sur Great American Soulbook (2009)